# علی‌محمد ورقا (ایادی امرالله)
علی‌محمد ورقا (زادهٔ ۱۲۹۱ در تهران – درگذشتهٔ ۳۱ شهریور ۱۳۸۶ در حیفا) استاد و مدیر سابق گروه آموزش جغرافیای دانشگاه تربیت معلم تهران، از شخصیت‌های برجستهٔ بهائیت است.
او از ایادی امرالله بود که توسط شوقی افندی در سال ۱۹۵۵ به این عنوان منتصب شد.

## زندگی‌نامه
وی در سال ۱۲۹۱ در تهران به دنیا آمد. او فرزند ولی‌الله ورقا از ایادیان امرالله و همچنین امین حقوق‌الله و نوه علی‌محمد ورقا، از پیروان اولیه فرقه بهاییت است. او نام خود را نیز از پدربزرگش یعنی جناب ورقا گرفته‌است.
او پس از اخذ درجه دکترا در سال ۱۹۵۰ از دانشگاه سوربن پاریس به آموزش در دانشگاه تهران و تبریز پرداخت. در سال ۱۹۷۹ به کانادا نقل مکان کرد و در سال ۱۹۹۷ جهت خدمت به ارض اقدس، حیفا، منتقل شد.
علی‌محمد ورقا، در ۳۱ شهریور ۱۳۸۶ در سن ۹۵ سالگی در حیفا درگذشت.
او آخرین بازمانده از ۲۷ ایادی امرالله بود که در زمان درگذشت شوقی افندی در سال ۱۹۵۷ در قید حیات بودند. همچنین طولانی‌ترین مدت خدمت در این سمت را نیز داشت. وی مدت ۵۲ سال به عنوان ایادی امرالله به جامعه بهائی خدمت کرد.